# Tomasz Radzinski
 (avril 2023).
Si vous disposez d'ouvrages ou d'articles de référence ou si vous connaissez des sites web de qualité traitant du thème abordé ici, merci de compléter l'article en donnant les références utiles à sa vérifiabilité et en les liant à la section « Notes et références ».
Tomasz Radzinski, né le 14 décembre 1973 à Poznań (Pologne), est un joueur de soccer canadien d'origine polonaise. Il a également acquis la nationalité belge en 2002. Cet attaquant est un ancien international canadien. Il occupe actuellement la fonction de directeur technique dans le club du Lierse SK. 
En 2002, il rencontre sa femme, Cathy, fille d'un restaurateur belge, Place Sainte-Catherine à Bruxelles.

## Biographie

### Départ pour le Canada
À l'âge de 13 ans, sa famille quitte sa Pologne natale pour l'Allemagne. Son rêve de devenir footballeur prend alors forme grâce à Zbigniew Boniek, Grzegorz Lato ou Kazimierz Deyna, joueurs emblématiques de son pays. Il joue donc pendant trois ans dans les équipes de jeunes du VfL Osnabrück. En 1990, sa famille part pour le Canada, il est alors recruté par Grzegorz Lato au Toronto Rockets, son emblématique idole. En 1993, il s'engage pour les St. Catharines Wolves où il gagne la Coupe du Canada 1994.

### Retour en Europe en Belgique
En 1994, revient en Europe au Germinal Ekeren grâce à un ancien éminent international polonais, Wlodzimierz Lubanski.
En 1998, il est recruté par le RSC Anderlecht. En 2000, il forme un duo d'attaque de feu avec Jan Koller et aide le club à remporter son 25e titre national et la Supercoupe de Belgique. La saison suivante, le club s'illustre en Ligue des champions ; Anderlecht se qualifie pour le deuxième tour en finissant premier de son groupe devant Manchester United, le PSV Eindhoven et le Dynamo Kiev. Le Canadien s'illustre et marque notamment deux doublés, un lors de la victoire 2-1 contre Manchester United et un lors de la victoire 4-2 contre le Dynamo Kiev. La même année, son duo avec Jan Koller fait des étincelles en Jupiler League ; ils inscrivent 45 buts, dont 23 pour Radzinski et un titre de meilleur buteur.  

### L'exil en Angleterre
En juin 2001, Everton engage l'international canadien pour remplacer Francis Jeffers, partant pour Arsenal. Le club débourse à l'époque £4,5 million soit environ 6,5 M€ pour l'acquérir. Pour sa première saison son association avec Kevin Campbell est délicate en pointe de l'attaque des Toffees. David Moyes remplace Walter Smith et le club se classe 15e. Sa saison 2002-2003 est plus heureuse, il inscrit 11 buts, son entente avec Kevin Campbell est bonne et l'émergence de Wayne Rooney permet au club de rêver à une qualification en Coupe d'Europe. Malheureusement, le club réalise un dernier mois de compétition catastrophique avec 4 défaites lors des 5 dernières journées (Liverpool, Chelsea, Fulham FC et Manchester United) et termine finalement 7e. Malgré la stabilité du club, la saison 2003-2004 est très mauvaise et le club termine dernier non-relégable (17e) malgré les espoirs entrevus la saison précédente. Le Canadien marque 8 buts en Premier League aux côtés d'un Wayne Rooney qui vit là sa dernière saison chez les Toffees. En trois saisons, il inscrit 25 buts en 91 matchs de Premier League, 1 but en 5 matchs de FA Cup et a joué 5 matchs de League Cup. 
En fin de saison, l'entraîneur David Moyes ne désire pas le conserver, il est alors transféré à Fulham en juillet 2004 pour £1.75 million soit environ 3 M€. Sous les ordres du Gallois Chris Coleman, la saison est plutôt décevante malgré une 12e place en championnat. Il forme une bonne ligne d'attaque avec Andy Cole et Brian McBride et des individualités comme Luis Boa Morte, Steed Malbranque ou Edwin van der Sar laissaient espérer de bons résultats. La saison 2005-2006 est du même acabit et le club termine 12e. La Saison 2006-2007 est marquée par plusieurs départs de joueurs majeurs comme Malbranque à Tottenham Hotspur et Boa Morte à West Ham. Radzinski marque peu mais il marque un but important le 29 novembre 2006 lors de la victoire 2-1 contre Arsenal. Malgré un bon début, le club enchaîne les défaites au printemps 2007 et le nord-irlandais Lawrie Sanchez arrive à la tête de l'équipe. Fulham se sauve finalement de la relégation dans les dernières journées.
En mai, le club annonce sa volonté de ne pas conserver le joueur. Il avait refusé une prolongation d'un an de son contrat en décembre 2006 alors qu'il en souhaitait deux. Il a notamment des contacts avec le club canadien Toronto FC.

### L'expérience exotique en Grèce
Le 28 août 2007, il signe un contrat avec le club grec de Skoda Xanthi en transfert libre. Sous les ordres d'un belge, Emilio Ferrera, qui le connait bien, il inscrit 14 buts en 25 matchs de championnat. Le club termine 8e et Radzinski termine 4e meilleur buteur du championnat derrière Ismael Blanco (19 buts),Darko Kovačević (17 buts) et Dimitris Salpingidis (15 buts).

### Retour gagnant en Belgique
En août 2008, il revient en Belgique, en D2 au Lierse SK. Il signe un contrat d'une saison (avec option pour un an de plus). Dès sa première saison, il forme un bon duo d'attaque avec l'international belge Jürgen Cavens. Lierse termine 2e d'Exqi League (D2) mais ne parvient pas à monter en Jupiler league lors du Tour final. La saison suivante, il est finalement champion d'Exqui League 2009-2010 (D2) ayant inscrit 16 buts.

### En équipe nationale
En 1994, alors qu'il n'a que 20 ans, il représente l'équipe du Canada aux Jeux de la Francophonie à Paris. Peu de temps après, le 4 juin 1995, il intègre l'équipe nationale C »canadienne à Toronto, lors de la défaite (1-3) contre la Turquie en match amical.
Le 10 octobre 2008, lors d'un match de qualification pour le mondial 2010 contre le Mexique (2-2), il marque son dernier but international et s'illustre comme l'un des meilleurs joueurs canadiens, à 34 ans.
Il a joué son dernier match en sélection le 18 novembre 2009, à l'âge de 36 ans, lors d'un match amical organisé à Bydgoszcz face à la Pologne. Il joue 89 minutes et le Canada perd (0-1).

## Palmarès
- 46 sélections et 10 buts en équipe du Canada entre 1995 et 2009
- Jupiler League :
  - Champion en 2000 et en 2001 avec Anderlecht
- Coupe de Belgique : 
  - Vainqueur en 1997 (Germinal Ekeren).
  - Finaliste en 1995 (Germinal Ekeren).
- Exqui League (D2) :
  - Champion en 2010 (Lierse SK).
- Coupe de la Ligue belge :
  - Vainqueur en 2000 (Anderlecht).
  - Finaliste en 1998 (Germinal Ekeren).
- Meilleur buteur du championnat de Belgique 2001 (23 buts) avec Anderlecht.
- Meilleur buteur de son club en 1997-98 (19 buts avec Germinal Ekeren), 1998-99 (15 buts avec Anderlecht), 2000-01 (23 buts avec Anderlecht) et 2007-08 (14 buts au Skoda Xanthi)